# Atlético de Bilbao 1958-1959
Questa voce raccoglie le informazioni riguardanti l'Atlético de Bilbao nelle competizioni ufficiali della stagione 1958-59.

## Stagione
Come da politica societaria la squadra è composta interamente da giocatori nati in una delle sette province di Euskal Herria o cresciuti calcisticamente nel vivaio di società basche. In Primera División 1958-1959 la squadra basca arrivò terza. Il percorso nella Coppa del Generalísimo si fermò agli ottavi di finale: dopo aver eliminato il Eldense al primo turno (3-0 e 2-2), la squadra basca incontrò il Real Madrid che inflisse una doppia sconfitta (4-1 e 0-1) ai biancorossi.

## Rosa
| N. |                   | Ruolo | Calciatore            |
| -- | ----------------- | ----- | --------------------- |
|    | Spagna (bandiera) | P     | Juan Antonio López    |
|    | Spagna (bandiera) | P     | Carmelo Cedrún        |
|    | Spagna (bandiera) | D     | Jesús Renteria        |
|    | Spagna (bandiera) | D     | Jesús Garay           |
|    | Spagna (bandiera) | D     | Manuel González Etura |
|    | Spagna (bandiera) | D     | Ángel Sertucha        |
|    | Spagna (bandiera) | D     | José María Orúe       |
|    | Spagna (bandiera) | D     | Javier Esturo         |
|    | Spagna (bandiera) | D     | Canito                |
|    | Spagna (bandiera) | C     | José María Maguregi   |
|    | Spagna (bandiera) | C     | Koldo Aguirre         |

| N. |                   | Ruolo | Calciatore           |
| -- | ----------------- | ----- | -------------------- |
|    | Spagna (bandiera) | C     | Juan María Zorriketa |
|    | Spagna (bandiera) | C     | Juan Portilla        |
|    | Spagna (bandiera) | C     | José María Torre     |
|    | Spagna (bandiera) | A     | José Luis Artetxe    |
|    | Spagna (bandiera) | A     | Ignacio Uribe        |
|    | Spagna (bandiera) | A     | Félix Markaida       |
|    | Spagna (bandiera) | A     | Armando Merodio      |
|    | Spagna (bandiera) | A     | Agustín Gaínza       |
|    | Spagna (bandiera) | A     | Mauri                |
|    | Spagna (bandiera) | A     | Eneko Arieta         |
|    | Spagna (bandiera) | A     | José María Alonso    |

## Risultati

### Coppa del Generalissimo
| 26 aprile 1959 Sedicesimi di finale - andata | Eldense | 0 – 3 | Athletic Bilbao |  |

| 3 maggio 1959 Sedicesimi di finale - ritorno | Athletic Bilbao | 2 – 2 | Eldense |  |

| 10 maggio 1959 Ottavi di finale - andata | Real Madrid | 4 – 1 | Athletic Bilbao |  |

| 17 maggio 1959 Ottavi di finale - ritorno | Athletic Bilbao | 0 – 1 | Real Madrid |  |

## Statistiche

### Statistiche dei giocatori
| Giocatore      | Primera División | Primera División | Coppa del Generalissimo | Coppa del Generalissimo | Totale   | Totale |
| Giocatore      | Presenze         | Reti             | Presenze                | Reti                    | Presenze | Reti   |
| -------------- | ---------------- | ---------------- | ----------------------- | ----------------------- | -------- | ------ |
| J.M. Alonso    | 0                | 0                | 1                       | 0                       | 1        | 0      |
| E. Arieta (I)  | 23               | 10               | 2                       | 0                       | 25       | 10     |
| J.L. Artetxe   | 21               | 7                | 4                       | 2                       | 25       | 9      |
| Carmelo        | 30               | -33              | 4                       | -7                      | 34       | -40    |
| Canito         | 23               | 0                | 0                       | 0                       | 23       | 0      |
| M. Etura       | 25               | 0                | 4                       | 0                       | 29       | 0      |
| J. Esturo      | 1                | 0                | 0                       | 0                       | 1        | 0      |
| A. Gaínza      | 26               | 3                | 4                       | 0                       | 30       | 3      |
| J. Garay       | 10               | 0                | 0                       | 0                       | 10       | 0      |
| Koldo Aguirre  | 16               | 1                | 4                       | 0                       | 20       | 1      |
| J.A. López     | 0                | -0               | 0                       | -0                      | 0        | -0     |
| J.M. Maguregi  | 24               | 3                | 4                       | 0                       | 28       | 3      |
| F. Markaida    | 8                | 3                | 4                       | 1                       | 12       | 4      |
| Mauri          | 27               | 13               | 4                       | 2                       | 31       | 15     |
| A. Merodio     | 11               | 14               | 0                       | 0                       | 11       | 14     |
| J. Portilla    | 4                | 1                | 0                       | 0                       | 4        | 1      |
| J. Renteria    | 7                | 0                | 4                       | 0                       | 11       | 0      |
| A. Sertucha    | 4                | 0                | 1                       | 0                       | 5        | 0      |
| J.M. Torre     | 8                | 0                | 1                       | 1                       | 9        | 1      |
| J.M. Orué      | 29               | 0                | 3                       | 0                       | 32       | 0      |
| I. Uribe       | 26               | 16               | 0                       | 0                       | 26       | 16     |
| J.M. Zorriketa | 6                | 4                | 1                       | 0                       | 7        | 4      |